# Trzy razy tak
Trzy razy tak – technika polegająca na przedstawieniu podopiecznemu po kolei, dwóch pytań odnoszących się do kwestii, które wiemy, że podziela. Każdorazowo należy poczekać na twierdzące ustosunkowanie się klienta. Trzecie pytanie powinno rozwijać temat, odnosić się do kwestii nieco wykraczających poza znane sfery klienta i budować jego poczucie własnej wartości. 
Przykład: Panie Adamie, zdobył pan informacje o kursie? Tak. Zapisał się Pan na niego? Tak. Teraz solidnie, jak kiedyś chodził pan do pracy, będzie Pan uczęszczał na zajęcia tego kursu?